# Linopteridius brunneus
Linopteridius brunneus är en skalbaggsart som först beskrevs av Aurivillius 1908.  Linopteridius brunneus ingår i släktet Linopteridius och familjen långhorningar.
Artens utbredningsområde är Kenya. Inga underarter finns listade i Catalogue of Life.